# 扬子准地台
扬子准地台（英語：Yangzi Paraplatform, Yangtze Paraplatform），包括从云南东部至江苏的几乎整个长江流域和南黄海在内。

## 概述
扬子准地台是一个于晚元古代末由扬子旋迥形成的中国第二个重要的地台。这个准地台的基底是由昆阳群（川西、滇东）、板溪群（湘西、黔东）、神农架群（鄂西）等晚元古界组成。震旦系至三叠系海相沉积盖层发育良好，分布广泛。但泥盆、石炭系在川中和黔北地区缺失，也是一个重要的特点。侏罗系及其以后的陆相沉积，主要分布于四川、滇中、江汉、苏北等地。盖层的构造变动以燕山运动为主，形成良好的地台盖层褶皱带。但康滇地轴、下扬子等地则是多旋迥构造岩浆活动带；前者是一个以华力西为主的多旋迥构造岩浆活动带，后者主要是燕山及印支旋迥的构造岩浆活动带。
此外，二叠纪峨嵋山玄武岩在地台西南部的广泛分布，也是扬子地台的一个重要特点。

## 分类
扬子准地台被划分为下列二级构造单元：
- 康滇地轴：以前震旦纪变质及半变质岩石作基底、以部分古生代海相沉积及中生代陆相碎屑沉积作盖层的长期隆起地带。
- 滇黔褶断区：康滇地轴以东、包括贵州北部及西部、以及四川峨眉山以南的广大的褶皱断裂地区。
- 地台北缘坳陷褶断带：包括龙门山褶断带和大巴山褶断带在内。龙门山是加里东山前坳陷，大巴山则是秦岭地槽褶皱带与扬子准地台之间的坳陷褶皱带，东延达大洪山。
- 四川中坳陷区：四川红色盆地。
- 八面山褶皱带：鄂西黔东北、包括部分四川和湖南在内的、以梳状和箱状褶皱为主的线状褶皱带，其中也包括扬子三峡在内。
- 江汉新坳陷区：包括江汉平原及洞庭湖盆地在内，这里新生代湖相沉积不整合地盖在地台盖层隆起和坳陷之上。
- 下扬子褶缴带：霍敏多夫斯基曾称之南京坳陷带，张文佑称之为下扬子准地槽。它包括湖北东南部。
- 苏北坳陷区：苏北平原之下，是褶皱断裂不太厉害的、在岩相上和南京区基本上一致的古生代和三叠纪地层，而新生代盖层与古生代间尚有大片的侏罗—白垩纪沉积。